# Demagogie
Demagogie (altgriechisch δῆμος dēmos „Volk“ und ἄγειν agein „führen“; ursprünglich „Volksführung“, dysphemistisch: „Volksverführung“) bezeichnet ideologische Hetze, besonders im politischen Bereich.

## Geschichte
Ursprünglich war der Begriff in der Regel positiv konnotiert. Der antike Demagoge war ein angesehener Redner und Führer des Volkes bei politischen Entscheidungen. Für Perikles war es ein Ehrentitel, auf Kleon wurde der Begriff von Thukydides jedoch abwertend angewandt.
Im Zeitalter des Absolutismus galt Demagogie im Sinne von Aufhetzung des Volkes als Gefahr für die Stabilität der Staatsform: Ein Verbot der positiven Berichterstattung über die Englische Revolution und Oliver Cromwell, das die deutschen Fürsten 1653/54 beschlossen, wurde damit begründet, dass sie „sich zu demagogis gebrauchen lassen“ und „auf eine vitiosam Democratiam oder gar Anarchiam hinaußlaufe“.
Noch Anfang des 19. Jahrhunderts erfuhren begabte Redner Wertschätzung als „Demagogen“. Die Karlsbader Beschlüsse 1819 brachten aber die Durchsetzung eines Demagogiebegriffs mit deutlich negativer Nebenbedeutung. Die politische Reaktion brandmarkte ihre Gegner als Demagogen und leitete zahlreiche Zwangsmaßnahmen (Zensur, Lehrverbote etc.) gegen sie ein. Unter dem Namen Demagogenverfolgung gingen Vertreter des Deutschen Bundes gegen deutsch-nationale und liberale Gruppen und Einzelpersonen vor, die man der Subversion und des Aufruhrs beschuldigte. Nach der Julirevolution 1830 wurden die Maßnahmen gegen die „demagogischen Umtriebe“ erneuert und trafen besonders die Burschenschafter, zum Beispiel Fritz Reuter oder Friedrich Ludwig Jahn.
Im 20. Jahrhundert erfuhr die Demagogie als Mittel der Ideologisierung der Massen die weiteste Verbreitung, wobei der Fortschritt im Medienbereich eine wesentliche Rolle spielte. Zugleich wurde der Begriff der Demagogie vollständig negativiert. Das Eigenschaftswort demagogisch gehörte nunmehr zu den abwertenden Vokabeln. Heute beschreibt der Ausdruck demagogisch eine Methode, durch Schüren verbreiteter Emotionen und Vorurteile schließlich selbst Macht zu gewinnen.
Ideologen des Faschismus und Nationalsozialismus nannten ihre Methode politische Propaganda, die Vertreter sozialistischer beziehungsweise kommunistischer Ideologien nannten sie hauptsächlich Agitation.

## Heutige Definition
Demagogie wird heute unter anderem so definiert:

„Demagogie betreibt, wer bei günstiger Gelegenheit öffentlich für ein politisches Ziel wirbt, indem er der Masse schmeichelt, an ihre Gefühle, Instinkte und Vorurteile appelliert, ferner sich der Hetze und Lüge schuldig macht, Wahres übertrieben oder grob vereinfacht darstellt, die Sache, die er durchsetzen will, für die Sache aller Gutgesinnten ausgibt, und die Art und Weise, wie er sie durchsetzt oder durchzusetzen vorschlägt, als die einzig mögliche hinstellt.“

Der Sprachphilosoph und Politikwissenschaftler Paul Sailer-Wlasits forscht zu aktuellen sprachphilosophischen Phänomenen im Kontext von Sprache und Gewalt, Hassrede und Demagogie. In seinen Publikationen unterscheidet er Populismus von Demagogie: „Ein zentraler Aspekt, durch den sich Populismus und Demagogie unterscheiden, ist, dass Demagogen in der Politik über hohe systemische und damit demokratiegefährdende Mobilisierungsmacht verfügen.“ Ein untrügliches Zeichen für Demagogie sei in der politischen Praxis auch, wenn „[…] Person, Partei und politisches Programm miteinander verschmelzen, um sich als Überidentifikation und Überpersonalisierung in einer Leitfigur zu materialisieren.“
Strafrechtlich kann durch Demagogie im Sinne einer verwerflichen Aufwiegelung oder Volksverführung der Straftatbestand der Volksverhetzung verwirklicht sein.